# Плющакова, Вера Ивановна
Вера Ивановна Плющакова — советский хозяйственный, государственный и политический деятель, Герой Социалистического Труда.

## Биография
Родилась в 1929 году в селе Гусарка. Член КПСС.
С 1945 года — на хозяйственной, общественной и политической работе. В 1945—2001 гг. — конюх, доярка, прицепщица, звеньевая колхоза «Передовик» Макеевского района Сталинской области, звеньевая совхоза «Харцызский» Амвросиевского района Донецкой области Украинской ССР, заведующая током совхоза «Грузской», старший кладовщик зернотока крестьянско-фермерского хозяйства «Дмитро».
Указом Президиума Верховного Совета СССР от 23 июня 1966 года за успехи, достигнутые в увеличении производства и заготовок кукурузы, присвоено звание Героя Социалистического Труда с вручением ордена Ленина и золотой медали «Серп и Молот».
Почётный гражданин города Макеевка (1975).
Умерла в городе Жёлтые Воды в 2016 году.